# Rezolucja Rady Bezpieczeństwa ONZ nr 1662
Rezolucja Rady Bezpieczeństwa ONZ nr 1662 została uchwalona 23 marca 2006 podczas 5393. posiedzenia Rady.
Rezolucja stanowi dość obszerny zbiór komentarzy i opinii Rady na temat aktualnej sytuacji w Afganistanie. Zawiera też dwa postanowienia o wiążącej mocy prawnej:
1. Przedłużenie mandatu Misji Wsparcia ONZ  w Afganistanie (UNAMA) na okres 12 miesięcy od dnia uchwalenia rezolucji
2. Nałożenie na sekretarza generalnego obowiązku składania Radzie raportów na temat sytuacji w tym kraju co 6 miesięcy.